# 诺拉·杰鲁托
诺拉·杰鲁托·塔努伊（Norah Jeruto Tanui，1995年10月2日—），肯尼亚、哈萨克斯坦女子田径运动员，2016年非洲田径锦标赛女子3000米障碍赛金牌得主、2022年世界田径锦标赛女子3000米障碍赛金牌得主。